# The Altar (Wales)

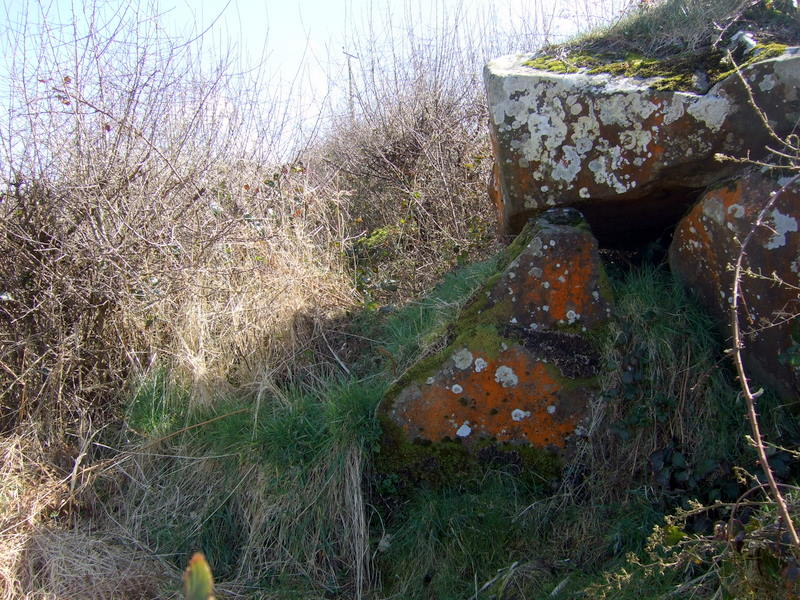
The Altar bei Colston

The Altar (auch Colston genannt) ist ein beschädigtes Kammergrab (englisch Chambered tomb). Es liegt in der Nähe des Afon Anghof (Fluss) südlich des Weilers Little Newcastle, bei Fishguard in Pembrokeshire in Wales.
Die eingestürzte Grabkammer liegt an einer Feldgrenze. Sie hat einen kleinen rechteckigen Deckstein von 2,1 × 1,8 × 0,6 m, der auf drei aufrechten Steinen ruht. Die Reste deuten auf einen Cairn von etwa 30,0 m Durchmesser.
Zwei weitere Grabkammern sollen sich hier befunden haben, doch die einzigen anderen Steine, die 1966 erwähnt wurden, waren Lesesteine und standen vermutlich im Zusammenhang mit Feldräumungen.